# Nurri
Nurri es un municipio de Italia de 2.431 habitantes en la provincia de Cerdeña del Sur, región de Cerdeña. Está situado a 60 km al norte de Cagliari.
Se encuentra en la colina del Sarcidano, en la región central de Cerdeña. Las actividades predominantes son la ganadería, la producción cereal, la vid y los olivos. La industria de mayor importancia es la alimentaria. Entre los lugares de interés destaca la iglesia de San Miguel (San Michele), construida en el siglo VI con planta de cruz griega.

## Evolución demográfica
| Gráfica de evolución demográfica de Nurri entre 1861 y 2001 |
|                                                             |
| Fuente ISTAT - Elaboración gráfica de Wikipedia             |